# Hydrochus granulatus
Hydrochus granulatus är en skalbaggsart som beskrevs av Willis Blatchley 1910. Hydrochus granulatus ingår i släktet Hydrochus och familjen gyttjebaggar. Inga underarter finns listade i Catalogue of Life.